# Hurva församling
Hurva församling var en församling i Lunds stift och i Eslövs kommun. Församlingen uppgick 2002 i Ringsjö församling.

## Administrativ historik
Församlingen har medeltida ursprung. 
Församlingen var till 2002 annexförsamling i pastoratet Gudmuntorp och Hurva som från 1962 även omfattade Bosjöklosters församling. Församlingen uppgick 2002 i Ringsjö församling.

## Kyrkor
- Hurva kyrka